# Raionul Krasnopillea, Sumî
Krasnopillea (în ucraineană Краснопільський район, transliterat: Krasnopilskîi raion) este un raion în regiunea Sumî, Ucraina. Reședința sa este așezarea de tip urban Krasnopillea.

## Demografie
Componența lingvistică a raionului Krasnopillea
     Ucraineană (93,03%)
     Rusă (6,49%)
     Alte limbi (0,37%)
Conform recensământului din 2001, majoritatea populației raionului Krasnopillea era vorbitoare de ucraineană (93,03%), existând în minoritate și vorbitori de rusă (6,49%).